# Eintracht Gelsenkirchen
Eintracht Gelsenkirchen was een Duitse voetbalclub uit Gelsenkirchen. De club ontstond in 1950 door een fusie tussen Alemannia en Union Gelsenkirchen en fusioneerde zelf in 1973 met STV Horst-Emscher.

## Geschiedenis

### Alemannia/Gelsenguß
Op 13 mei 1911 fusioneerden Viktoria Gelsenkirchen en SuS Leithe tot SV Rheinelbe Gelsenkirchen. Later werd de naam SV Alemannia 1911 Gelsenkirchen aangenomen. Na een fusie met Blau-Weiß Gelsenguß Gelsenkirchen werd de naam SC Alemannia-Gelsenguß Gelsenkirchen aangenomen. In 1937 werd de naam veranderd in BSC Gelsenguß Gelsenkirchen. In 1939 promoveerde de club naar de Gauliga Westfalen. In het tweede seizoen werd de club vicekampioen, weliswaar met 14 punten achterstand op stadsrivaal FC Schalke 04. Na het derde seizoen nam de club opnieuw de naam Alemannia aan en bleef tot aan het einde van de Gauliga in de hoogste klasse spelen.
Na de Tweede Wereldoorlog speelde de club in de Landesliga Westfalen. In het eerste seizoen werd de club derde en in het tweede seizoen negende. Hierdoor plaatste de club zich niet voor de nieuwe Oberliga West, die nu de hoogste klasse werd. Om de krachten te bundelen fusioneerde de club in 1950 met Union Gelsenkirchen.

### Eintracht Gelsenkirchen
Na de fusie op 30 juni 1950 tussen Alemannia en Union werd SG Eintracht Gelsenkirchen opgericht. Na twee seizoenen degradeerde de club naar de derde klasse en promoveerde in 1955 terug. In 1963 werd de club tiende en het jaar erna werd de Bundesliga ingevoerd als nieuwe hoogste klasse. De Regionalliga werd nu de nieuwe tweede klasse en hier plaatste Eintracht zich met die tiende plaats niet voor. De club werd in 1964 autoritair kampioen van de Landesliga Westfalen en promoveerde zo naar de Regionalliga West. Na enkele middelmatige seizoenen degradeerde de club in 1969. Na één seizoen keerde de club terug en werd dan knap vijfde in de Regionalliga. Op 15 juni 1973 fusioneerde de club met STV Horst-Emscher en werd STV Eintracht Gelsenkirchen-Horst, maar in 1978 nam de club opnieuw de naam STV Horst-Emscher aan.